# Jolanda de Roverová
Jolanda de Roverová (* 10. října 1963 Amstelveen) je bývalá nizozemská plavkyně, specialistka na disciplínu znak. Startovala na třech olympijských hrách, v roce 1984 v Los Angeles vyhrála závod na 200 metrů znak a byla třetí na poloviční trati. Patřila také k favoritkám na medaili ze štafety, ale nizozemský tým byl v rozplavbách diskvalifikován kvůli špatné předávce. Získala bronzovou medaili na mistrovství světa v plavání v roce 1986 v Madridu s nizozemskou štafetou na 4×100 metrů polohový závod, je vicemistryní Evropy na 200 metrů znak z roku 1981 a na 4×100 metrů polohový závod z roku 1983. Má dvanáct titulů plavecké mistryně své země. Na Letní univerziádě 1985 vyhrála znakařskou dvoustovku. Její dcera Kira Toussaintová je také nizozemskou reprezentantkou v plavání a získala titul mistryně Evropy ve smíšené štafetě.